# Sint-Catharinadal
Sint-Catharinadal verwijst naar de zusters Norbertinessen in Oosterhout, de oudste nog bestaande vrouwenkloostergemeenschap van Nederland. Zij zijn daar gevestigd in het kasteel De Blauwe Camer dat ligt in De Heilige Driehoek.

## Vroenhout (1271 - 1295)
De orde werd gesticht in 1120 door Norbertus van Gennep in Prémontré. In 1271 werd het klooster van Sint-Catharinadal gebouwd in Vroenhout nabij Wouw. Het altaar van de eerste kloosterkerk was gewijd aan de heilige Catharina. Het klooster nam deze naam over.
Het klooster stond net buiten Vroenhout, vermoedelijk aan de Holterbergse straat. Archeologisch onderzoek lijkt deze locatie (51° 33′ 19″ NB, 4° 25′ 47″ OL) te bevestigen. Naast het houten hoofdgebouw met gebinten op poeren, waren een kapel en twee kerkhoven aanwezig.
Het klooster bezat diverse gronden, waaronder de Wildenberg (waarvan de locatie onbekend is) en een op 10 september 1289 verkregen 152 hectare groot gebied in de Gastelse Laag, een moerasgebied ten zuidwesten van Oudenbosch. De nonnen lieten dit gebied voor turf ontginnen door monniken. Daarnaast schonk Arnoud van Leuven (heer van Breda) de gemeenschap op 20 september 1279 een watermolen bij Hulsdonk (in de akte wordt als locatie Havexdonc vermeld).
Rond de jaren 1287 en 1288 ervoeren de zusters de nadelige gevolgen van overstromingen, waaronder de Sint-Aagthenvloed waardoor grote delen van de lager gelegen grondgebieden verloren gingen. Omdat het klooster zelf op hogere grond gebouwd was, bleef het zelf gespaard en konden de zusters nog tot 1295 blijven.

## Breda (1295 - 1647)
In 1295 konden de zusters met behulp van Raso II van Gaveren (Heer van Breda) zich vestigen in het gasthuis van Breda. In 1308 konden de zusters buiten de stadmuren van Breda een klein, houten onderkomen met kapel betrekken (later werd dit de Kloosterkazerne in Breda). De gemeenschap werd bestuurd door een priorin, gekozen uit de eigen groep. Voor het beheer van de tijdelijke goederen, het contact met de Norbertijner Orde, maar vooral voor de ondersteuning van het geestelijk leven was er een priester van de orde aanwezig de zogenaamde proost.

## Oosterhout (1647 - 1965)
In 1647 kregen de zusters een nieuw onderkomen. Het slotje De Blauwe Camer in de naburige plaats Oosterhout werd daarvoor verbouwd tot klooster. Van 1672 tot 1679 zijn de zusters in verband met de Hollandse Oorlog tijdelijk nog teruggekeerd naar Breda. De grote wens van de zusters om bij hun klooster in Oosterhout een kerk te bouwen kon lange tijd niet in vervulling gaan, omdat dit door het protestantse bestuur verboden was.
Nadat Nederland in 1795 werd veroverd door de Fransen werden Kerk en Staat gescheiden en kwam er vrijheid van godsdienst. Het katholieke leven kon toen weer van de grond komen. Dit gold echter niet voor de kloosters. De machthebbers van toen vonden kloosters nutteloos en achtten de leefregels in strijd met de vrijheid. Sint-Catharinadal wist te ontsnappen aan opheffing door gebruik te maken van een bepaling dat vrouwenkloosters die zich actief wijdden aan de zorg voor zieken, hulpbehoevenden, daklozen en verlaten kinderen, wel mochten blijven bestaan. Er werd daarom een school opgericht voor onderwijs aan arme meisjes. Hierdoor bleef het klooster behouden, hetgeen in 1811 met een keizerlijk besluit door Napoleon werd bevestigd. Bovendien kregen de zusters toestemming voor het bouwen van een kerk. Nog datzelfde jaar werd de eerste kerk van Sint-Catharinadal in Oosterhout gebouwd en in gebruik genomen.
Met de komst van Koning Willem II kregen in 1841 kloosters hun volledige vrijheid terug. In 1852 hebben de zusters het schooltje gesloten omdat het voor hun voortbestaan niet meer noodzakelijk was. Het onderwijs in Oosterhout werd overgenomen door een Franciscanessenorde.
Door de vrijheid van godsdienst kwam het rooms-katholieke geloof in het zuiden van Nederland en België vanaf midden negentiende eeuw weer tot bloei. In 1858 werd een tweede klooster gesticht in Neerpelt in België.
In de hoogtijdagen van het ‘rijke roomse leven’ kwam ook het ‘missiewerk’ tot volle ontwikkeling. In 1931 vertrokken tien zusters van Sint-Catharinadal naar Petrópolis, vlak bij Rio de Janeiro (Brazilië), waar wederom een nieuw klooster werd gesticht.
De Katholieke Kerk groeide in de tijd van het ‘rijke roomse leven’ uit tot een machtsbolwerk dat gedurende enkele generaties het dagelijkse leven beheerste. De vele regels en gebruiken van de Kerk werden, met name door de generatie van na de Tweede Wereldoorlog, steeds meer als een keurslijf ervaren. Zeker in de snel veranderende samenleving met de toegenomen welvaart in de jaren vijftig en zestig van de twintigste eeuw, trad een zekere vervreemding op tussen Kerk en maatschappij en liep het kerkbezoek hard terug.

## Oosterhout (1965 - heden)
Om het tij te keren werd in 1962 door Paus Johannes XXIII het zogenaamde Tweede Vaticaans Concilie bijeengeroepen. Duizenden priesters en bisschoppen vanuit de gehele wereld namen deel aan deze samenkomst. Het ging hierbij om het moderniseren van de Rooms-Katholieke Kerk en kloosters om draagvlak in de samenleving terug te vinden. In 1965 werd het concilie afgerond met afspraken over hervormingen. Zo kwam er bijvoorbeeld de vrijheid om in eucharistievieringen het Latijn te vervangen door de eigen taal.
Vanaf 1965 zijn in Sint-Catharinadal vele hervormingen doorgevoerd waardoor de zusters meer vrijheden kregen en ook veel meer in contact kwamen met de maatschappij. Zo werd de zwijgplicht afgeschaft en kwam er meer vrijheid in gedrag en kleding.
Vooruitlopend op het Tweede Vaticaans Concilie waren de zusters in 1954 al gestart met een kunstatelier om meer inkomsten te genereren. Dit was noodzakelijk om te voorzien in het eigen levensonderhoud, maar vooral in het beheer en onderhoud van het kloostercomplex. In de hoogtijdagen werkte een groot gedeelte van de zusters in het kunstatelier, dat drie afdelingen kende: restauratie en conservering van antieke boeken, kalligrafisch werk en leerbewerking. Dit alles onder de bezielende leiding van Zr. Dorothea. Zij ontving in 1977 de Zilveren Anjer van het Prins Bernhard fonds voor haar bijdrage aan de instandhouding van cultuurwerken in Nederland.
Sinds eind twintigste eeuw krijgt Sint-Catharinadal te maken met een dalend aantal zusters en met ‘vergrijzing’ doordat er nauwelijks nog intredingen zijn. Onvermijdelijk dwingt zich voor de toekomst dan een keuze op: accepteren dat een sluiting nadert, zoals bij vele andere kloosters, of doorgaan op een andere weg. In 2011 begon daarover binnen de kloostergemeenschap van Sint-Catharinadal een indringend gesprek met een duidelijke uitkomst: Sint-Catharinadal kiest ervoor om door te gaan. Deze keuze is gebaseerd op eerbied voor de rijke historie maar vooral op geloof in en hoop voor de toekomst.
De grote vraag is natuurlijk hoe dit kan worden gerealiseerd als het aantal actieve zusters in de toekomst verder blijft afnemen. In 2014 werd een toekomstplan gepresenteerd. Door de oprichting van een ‘leer- en inspiratiehuis’ met bijbehorend gastenhuis bieden de zusters de mogelijkheid aan mensen om zich even terug te trekken en los te komen van de dagelijkse drukte. In alle rust even stilstaan bij levensvragen mag zich verheugen in een toenemende belangstelling, waarbij de grens tussen geloof, zingeving en spiritualiteit minder scherp wordt beleefd dan vroeger. Ook biedt het geïnteresseerden de mogelijkheid kennis te nemen van het kloosterleven, waarbij de zusters hopen dat er nieuwe intredingen zullen volgen.
Daarnaast zijn in het kader van het toekomstplan commerciële activiteiten ontwikkeld voor een gezonde financiële basis. Zo is er in 2014 een wijngaard aangelegd en zijn in 2017 een wijnhuis, restaurant (de Blauwe Camer) en kloosterwinkel geopend dit om inkomsten te genereren voor behoud van het klooster. In juni 2018 is de eerste wijn gepresenteerd. Deze draagt de naam van het klooster: ‘Sint-Catharinadal’.

## Trivia
- In de reliekenschat van het klooster wordt de lijkwade (Brandeum) van de Heilige Norbertus bewaard.[13]
- Astrid Joosten verbleef voor het tv-programma Kloostergasten bij de zusters.